# 91 Aegina
Aegina (asteroide 91) é um asteroide da cintura principal com um diâmetro de 109,81 quilómetros, a 2,31997354 UA. Possui uma excentricidade de 0,10493857 e um período orbital de 1 524,17 dias (4,18 anos).
Aegina tem uma velocidade orbital média de 18,50025223 km/s e uma inclinação de 2,10911162º.
Este asteroide foi descoberto em 4 de Novembro de 1866 por Édouard Stephan. Seu nome vem do personagem da mitologia grega Egina.